# Вилађо деле Мимозе (Каљари)
Вилађо деле Мимозе је насеље у Италији у округу Каљари, региону Сардинија.
Према процени из 2011. у насељу је живело 89 становника. Насеље се налази на надморској висини од 203 м.